# All for You (single)
All for You is een lied van de Amerikaanse r&b/popzangeres Janet Jackson van haar gelijknamige zevende studioalbum uit 2001.
In maart 2001 werd dit nummer als eerste single van het album uitgebracht. In de VS werd dit Jacksons tiende en tevens laatste Billboard Hot 100-nummer-1-hit. Het stond, ondanks veel concurrentie in 2001, zeven weken op nummer 1 in deze lijst. Het wist in verschillende landen de top 5 te bereiken. Het was Jacksons negende en tevens laatste Alarmschijf.
All for You is een sample van The Glow of Love van de groep Change uit de jaren tachtig; Luther Vandross nam de zangpartij voor zijn rekening en de compositie kwam van Mauro Malavasi en David Romani. Het nummer werd bekroond met een Grammy Award voor Best Dance Recording in 2002. Dit nummer en videoclip is naast haar vele hits uit de jaren tachtig en negentig een van haar herkenbaarste. Dit nummer werd samen met Rhythm Nation tijdens haar controversieelste optreden opgevoerd (de Superbowl Halftime 2004) en ook tijdens haar laatste twee tournees, de All for You World Tour (2001) en Rock Witchu Tour (2008).